# لي غينتري
لي غينتري (بالإنجليزية: Lee Gentry)‏ هو لاعب كرة قدم أمريكية أمريكي، ولد في 1 ديسمبر 1918 في شوني في الولايات المتحدة، وتوفي في 19 ديسمبر 1992.